# Alexander Bommes
Alexander Bommes (* 21. Januar 1976 in Kiel) ist ein deutscher Fernsehmoderator und ehemaliger Handballspieler.

## Sportlicher Werdegang
Bommes spielte seit der Jugend Handball für den Kieler Vorortverein TSV Altenholz und rückte 1996 in dessen Zweitligamannschaft auf. Im Jahre 1999 wechselte er zum TSV Bayer Dormagen in die 1. Bundesliga, 2001 zum VfL Gummersbach. Nachdem seine Vertragslaufzeit in Gummersbach nicht verlängert worden war, wechselte er 2003 zurück zum TSV Altenholz und setzte sein Jurastudium in Kiel fort. In seiner zweiten Phase in Altenholz war Bommes Haupttorschütze der Mannschaft und erzielte in 132 Zweitligaspielen 824 Tore, davon 295 per Siebenmeter. In der Saison 2005/06 wurde er mit 293 Treffern in 38 Spielen Torschützenkönig der 2. Bundesliga Nord. Ende des Jahres 2007 beendete er seine Handballkarriere. Während seines Studiums hatte er bereits parallel zu seiner Sportkarriere als Sportreporter beim NDR gearbeitet.

## Beruflicher Werdegang
Nach Abschluss des ersten juristischen Staatsexamens und einem Volontariat beim NDR in Hamburg moderierte Bommes ab November 2007 das Hamburg Journal, die Hauptnachrichtensendung für Hamburg. Parallel war er weiterhin als Sportreporter tätig und moderierte u. a. den sonntäglichen Sportclub. Ab November 2009 moderierte er das Wissensduell Stadt gegen Land. Von 2011 bis 2013 moderierte er die TV-Pannenshow top flops im NDR Fernsehen.
Bei den Leichtathletik-Weltmeisterschaften 2011 und Leichtathletik-Weltmeisterschaften 2013 sowie bei der Fußball-Weltmeisterschaft der Frauen war er als Interviewer für die ARD im Einsatz. Er moderierte bei den Olympischen Spielen 2012 in London das stündliche Olympia-Telegramm und die Paralympics in der ARD. Bei den Olympischen Winterspielen 2014 in Sotschi moderierte er erneut das Olympia-Telegramm.

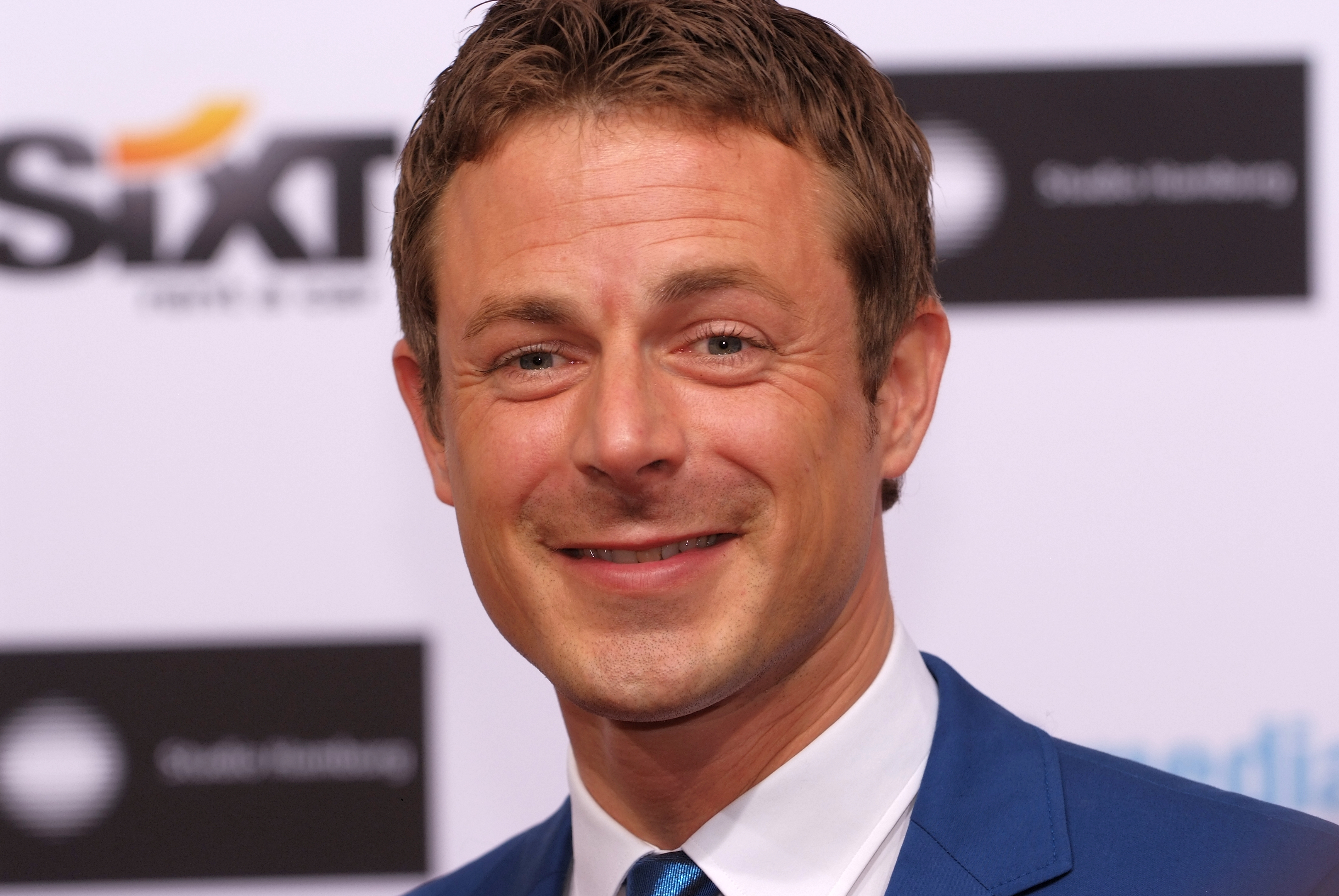
Alexander Bommes auf dem Weg zur Moderation des Studio Hamburg Nachwuchspreises 2012

Seit 2011 führt Bommes im Wechsel mit Julia Scharf, Michael Antwerpes, Claus Lufen, René Kindermann und Jessy Wellmer durch die Sportschau am Sonntag. Von 2013 bis 2021 moderierte Bommes den Sportschau Club, der nach Live-Fußballübertragungen in der ARD zu sehen war. Im August 2014 schloss er mit der ARD einen Exklusivvertrag bis 2017, der ab Juli 2015 auch Einsätze innerhalb der Sportschau am Samstag vorsah, die er seitdem moderiert. Bis Dezember 2014 moderierte er gemeinsam mit dem Experten Henry Maske die ARD-Box-Sendungen. 
Zwischen 2013 und 2015 moderierte Bommes die NDR-Quizshow. Ab 2015 präsentierte er als Nachfolger von Eckart von Hirschhausen an der Seite von Bettina Tietjen die Talkshow Tietjen und Bommes. Deshalb gab er die Moderation der NDR-Quizshow an Jörg Pilawa ab und beendete auch sein Engagement im Hamburg Journal. Im Juli 2019 verließ Bommes die Sendung.
Seit 2012 moderiert er im NDR Fernsehen die Quizshow Gefragt – Gejagt. Seit dem 18. Mai 2015 präsentiert er diese montags bis freitags im Ersten, staffelweise im Wechsel mit den Quizsendungen Quizduell und Wer weiß denn sowas?.
Im Mai 2025 wurde bekannt, dass Bommes zum Saisonende 2024/25 als Live-Sportmoderator bei der ARD-Sportschau aufhören wird, um sich stärker auch Themen außerhalb des Sports widmen zu können.

## Persönliches
Bommes’ Großonkel war Otto Schlenzka. Karl Bommes, von 1953 bis 1973 Präsident des Landessportverbandes Schleswig-Holstein, war sein Großvater. Andreas Bommes, 1923 Wiedergründungsmitglied des Männergesangsvereins „Arion“ Pesch, war sein Urgroßvater. Sein Vater Klaus Bommes war ein Berufsleben lang als 
Rechtsanwalt und Notar tätig und zudem 17 Jahre lang nebenberuflich als Moderator im NDR. Seine Mutter ist Sprachheilpädagogin. Er hat eine Schwester, die ebenfalls Jura studiert hat.
Mit der Moderatorin Julia Westlake hat Bommes zwei Söhne. Sie trennten sich im Jahr 2016.

## Moderationen

### TV-Moderationen

#### Derzeit
- seit 2011: Sportschau am Sonntag, Das Erste
- seit 2012: Gefragt – Gejagt, NDR, seit 18. Mai 2015 Das Erste
- seit 2015: Sportschau live: Fußball, Das Erste
- seit 2015: Sportschau am Samstag, Das Erste

#### Ehemals/Einmalig
- 2008–2014: Hamburg Journal, NDR
- 2008: Wahlberichterstattung Hamburg, NDR
- 2009: Liga 3 – Fußball, NDR
- 2009: Liga 1 – Handball, NDR
- 2009: Stadt gegen Land – Das Wissensduell, NDR
- 2009–2011: Hafengeburtstag Hamburg, NDR
- 2011–2013: Top Flops – Die lustigsten Fernsehpannen, NDR
- 2012: Olympische Sommerspiele 2012, Moderator Telegramm, Das Erste
- 2012: Sommer-Paralympics 2012, Hauptmoderator, Das Erste
- 2012: Deutsche Leichtathletik-Meisterschaften 2012, Das Erste
- 2013–2014: NDR-Quizshow, NDR
- 2013–2014: Boxen im Ersten, Das Erste
- 2013–2021: Sportschau Club,[15] Das Erste
- 2014: Olympische Winterspiele 2014, Moderator Telegramm, Das Erste
- 2014: Fußball-Weltmeisterschaft 2014, Moderator WM Club, Das Erste
- 2014: Deutschland feiert die Weltmeister, mit Sven Voss, Das Erste und ZDF
- 2015–2019: Tietjen und Bommes, NDR
- 2016: Super, Jungs! – Empfang der Handball-Nationalmannschaft in Berlin, Das Erste
- 2016: Olympische Sommerspiele 2016, Das Erste
- 2016: Bambi, Das Erste
- 2024: Handball-Europameisterschaft der Männer 2024, Moderator, Das Erste
- 2024: Olympische Sommerspiele 2024, Moderator, Das Erste

#### Interviewer
- 2011: Leichtathletik-Weltmeisterschaften 2011, Das Erste
- 2011: Fußball-Weltmeisterschaft der Frauen 2011, Das Erste
- 2012: Handball-Europameisterschaft der Männer 2012, Das Erste
- 2012: Leichtathletik-Europameisterschaften 2012, Das Erste
- 2013: Handball-Weltmeisterschaft der Männer 2013, Das Erste
- 2013: Leichtathletik-Weltmeisterschaften 2013, Das Erste

### Radio-Moderationen
- 2005–2006: NDR 1 Welle Nord

### Gastauftritte
- Klein gegen Groß, Das Erste
- Wer weiß denn sowas?, Das Erste
- Zimmer frei!, WDR
- Die Harald Schmidt Show, Das Erste
- Die Pierre M. Krause Show, SWR
- Inas Nacht, ARD
- Neo Magazin Royale, ZDFneo
- Verstehen Sie Spaß?, Das Erste
- Markus Lanz, ZDF
- Live nach Neun, Das Erste